# Sylvester Levay
Sylvester Levay (tên gốc Lévay Szilveszter, phát âm "lave-ah-ee.") là một nhà soạn nhạc người Hungary. Ông sinh ngày 16 tháng 5 năm 1945 tại Subotica (Szabadka), North Bačka District, Vojvodina, Yugoslavia (giờ là Serbia).

## Cuộc đời và sự nghiệp
Sylvester Levay bắt đầu học nhạc từ năm 8 tuổi. Levay có thiên hướng âm nhạc Mỹ khi lớn lên tại Yugoslavia, sau đó trở thành người soạn lại nhạc và viết lời. Sau khi đến Munich năm 1972, ông gặp người cộng sự, Michael Kunze, người đã cùng ông sáng tác rất nhiều tác phẩm sân khấu thành công. Từ năm 1980 đến 2000 ông sống tại Hollywood và tập trung sáng tác nhạc phim. Hiện tại ông sống ở cả Munich, Viên và Los Angeles.
Kết hôn 25 năm, ông và bà Monika có một con gái, Alice, và một con trai, Sylvester Jr.

## Công việc
Năm 15 tuổi, Sylvester giành được giải thưởng sáng tác nhạc đầu tiên. Tại Munich ông cộng tác với Udo Jürgens và Katja Ebstein. Từ 1977 đến 1980 ông soạn nhạc và sản xuất cho Elton John, Silver Convention cùng nhiều người khác. Từ 1980 trở đi, ông làm việc với rất nhiều ngôi sao Hollywood lớn, kể cả Michael Douglas, Charlie Sheen, George Lucas...
Là một thành viên của Viện hàn lâm khoa học và nghệ thuật thu âm (NARAS) và Viện hàn lâm khoa học và nghệ thuật truyền hình (ATAS), ông giảng dạy môn soạn nhạc phim tại UCLA và Đại học Nam California. Ông đạo diễn và phối nhạc cho toàn bộ các tác phẩm của mình, và chơi cả piano, saxophone, clarinet, sáo, và organ. Trong các tác phẩm nhạc phim điện ảnh của ông, đáng chú ý nhất là Creator của Ivan Passer (1985). Nhưng tác phẩm nổi tiếng và được yêu thích nhất của ông là phần nhạc phim của seri phim hành động giữa thập niên 1980 của Mỹ, Airwolf (1984-1986), bản thu soundtrack chính thức, Airwolf Themes (sản xuất bởi Mark J.Cairns) giữ kỉ lục 'Đĩa nhạc phim truyền hình đắt nhất thế giới' với giá bán lên đến 981 USD on eBay.
Từ những năm 1990, Levay cống hiến cho nhạc kịch. Vé cho các buổi biểu diễn 2 vở nhạc kịch của ông Marie Antoinette và Rebecca đều được đặt trước toàn bộ. Vào tháng 10 năm 2010, Sylvester hợp tác với ca sĩ Xiah Junsu của TVXQ (hay JYJ), để tổ chức một concert nhạc kịch - Kim Jun Soo Musical Concert Levay with Friends, tại Nhà thi đấu Thể dục dụng cụ Olympic, Seoul, Hàn Quốc.

## Sáng tác (chọn lọc)
- "Fly, Robin, Fly" (đạt No. 1 trên BXH Mỹ) (1975)
- Scarface OST (vai trò soạn lại nhạc) (1983)
- Airwolf (1984 - 1986)
- Bambi
- Cobra (1986)
- Navy SEALs (1990)
- Hot Shots! (1991)
- Medicopter 117 (1998 - 2006)
- Hexen, Hexen (nhạc kịch) (1990)
- Elisabeth (nhạc kịch) (1992, diễn trước tại Theater an der Wien)
- Mozart! (nhạc kịch) (1999, diễn trước tại Theater an der Wien)
- Rebecca (nhạc kịch) (2006, diễn trước tại Raimundtheater)
- Marie Antoinette (nhạc kịch) (2006, diễn trước tại Imperial Garden Theater))

## Giải thưởng
- Giải Grammy cho Fly, Robin, Fly, soạn lời bởi Michael Kunze (1975)
- Goldene Stimmgabel (2002)
- Goldene Europa (2002)